# Хоронів
Хоронів — колишнє село в Сокальському районі Львівської області. 

## Історія
Місцева греко-католицька громада належала до парафії Хлівчани Угнівського деканату Перемишльської єпархії.
На 1 січня 1939 року в селі мешкало 610 осіб, з них 490 українців-греко-католиків, 20 українців-римокатоликів, 5 поляків, 40 польських колоністів міжвоєнного періоду, 35 євреїв і 20 німців. Село входило до ґміни Брукенталь Равського повіту Львівського воєводства Польської республіки. Після анексії СРСР Західної України в 1939 році село включене до Угнівського району Львівської області.
За радянських часів Хоронів приєднано до сусіднього села Хлівчани — тепер це вулиця Лісова і західна частина вулиці Івана Франка.